# Arnaud de Lestapis
Arnaud de Lestapis, né le 26 octobre 1893 à Tarbes et mort le 1er octobre 1987 à Agen, est un homme de lettres et historien français.

## Biographie
Il collabore à la Revue des Deux Mondes.

## Publications
- La Conspiration de Batz (1793-1794) - 1969, 2013 (prix Thérouanne)
- Un Coin de Béarn autrefois, 1575-1789 : essai généalogique - 1981
- L'envers d'un conspirateur : le baron de Batz
- Mise au point concernant la famille de Lestapis - 1955

## Distinctions
- Croix de guerre 1914–1918